# Padaawas
Padaawas is een bestuurslaag in het regentschap Garut van de provincie West-Java, Indonesië. Padaawas telt 6798 inwoners (volkstelling 2010).